# Premi Goya 1993
La cerimonia di premiazione della 7ª edizione dei Premi Goya si è svolta il 13 marzo 1993 al Palacio de Congresos di Madrid.
Belle Époque di Fernando Trueba ha vinto nove premi su diciassette candidature.

## Vincitori e candidati
I vincitori sono indicati in grassetto, a seguire gli altri candidati.

### Miglior film
- Belle Époque, regia di Fernando Trueba
- Prosciutto, prosciutto (Jamón, jamón), regia di Bigas Luna
- Il maestro di scherma (El maestro de esgrima), regia di Pedro Olea

### Miglior regista
- Fernando Trueba - Belle Époque
- Bigas Luna - Prosciutto, prosciutto (Jamón, jamón)
- Pedro Olea - Il maestro di scherma (El maestro de esgrima)

### Miglior attore protagonista
- Alfredo Landa - La scrofa (La marrana)
- Jorge Sanz - Belle Époque
- Javier Bardem - Prosciutto, prosciutto (Jamón, jamón)

### Migliore attrice protagonista
- Ariadna Gil - Belle Époque
- Penélope Cruz - Prosciutto, prosciutto (Jamón, jamón)
- Assumpta Serna - Il maestro di scherma (El maestro de esgrima)

### Miglior attore non protagonista
- Fernando Fernán Gómez - Belle Époque
- Gabino Diego - Belle Époque
- Enrique San Francisco - Orquesta Club Virginia

### Migliore attrice non protagonista
- Chus Lampreave - Belle Époque
- Mary Carmen Ramírez - Belle Époque
- Pastora Vega - Demasiado corazón

### Miglior regista esordiente
- Julio Medem - Vacas
- Álex de la Iglesia - Azione mutante (Acción mutante)
- Chus Gutiérrez - Sublet

### Miglior sceneggiatura originale
- Rafael Azcona, José Luis García Sánchez e Fernando Trueba - Belle Époque
- Cuca Canals e Bigas Luna - Prosciutto, prosciutto (Jamón, jamón)
- Julio Medem e Michel Gaztambide - Vacas

### Miglior sceneggiatura non originale
- Francisco Prada, Antonio Larreta, Pedro Olea e Arturo Pérez-Reverte - Il maestro di scherma (El maestro de esgrima)
- Adolfo Marsillach - Io scendo alla prossima, e lei? (Yo me bajo en la próxima, ¿y usted?)
- Manuel Vázquez Montalbán e Rafael Alcázar - Il labirinto greco (El laberinto griego)

### Miglior produzione
- Esther García - Azione mutante (Acción mutante)
- Antonio Guillén Rey - Il maestro di scherma (El maestro de esgrima)
- Cristina Huete - Belle Époque

### Miglior fotografia
- José Luis Alcaine - Belle Époque
- Alfredo F. Mayo - Il maestro di scherma (El maestro de esgrima)
- Hans Burman - La scrofa (La marrana)

### Miglior montaggio
- Carmen Frías - Belle Époque
- José Salcedo - Il maestro di scherma (El maestro de esgrima)
- Pablo Blanco - Azione mutante (Acción mutante)

### Miglior colonna sonora
- José Nieto - Il maestro di scherma (El maestro de esgrima)
- Antoine Duhamel - Belle Époque
- Alberto Iglesias - Vacas

### Miglior scenografia
- Juan Botella - Belle Époque
- José Luis Arrizabalaga - Azione mutante (Acción mutante)
- Luis Vallés - Il maestro di scherma (El maestro de esgrima)

### Migliori costumi
- Javier Artiñano - Il maestro di scherma (El maestro de esgrima)
- Lala Huete - Belle Époque
- Yvonne Blake - La reina anónima

### Miglior trucco e acconciatura
- Paca Almenara - Azione mutante (Acción mutante)
- Ana Lorena e Ana Ferreira - Belle Époque
- Romana González e Josefa Morales - Il maestro di scherma (El maestro de esgrima)

### Miglior sonoro
- Julio Recuero, Gilles Ortion, Enrique Molinero e José Antonio Bermúdez - Orquesta Club Virginia
- Georges Prat e Alfonso Pino - Belle Époque
- Miguel Rejas e Ricard Casals - Prosciutto, prosciutto (Jamón, jamón)

### Migliori effetti speciali
- Olivier Gleyze, Yves Domenjoud, Jean-Baptiste Bonetto, Bernard André Le Boett, Emilio Ruiz del Río e Poli Cantero - Azione mutante (Acción mutante)
- Lee Wilson - Demasiado corazón
- Reyes Abades - Vacas

### Miglior film europeo
- Indocina (Indochine), regia di Régis Wargnier
- L'agenda nascosta (Hidden Agenda), regia di Ken Loach
- Riff Raff (Riff-Raff), regia di Ken Loach

### Miglior film straniero in lingua spagnola
- Un posto nel mondo (Un lugar en el mundo), regia di Adolfo Aristaráin
- Come l'acqua per il cioccolato (Como agua para chocolate), regia di Alfonso Arau
- Disparen a matar, regia di Carlos Azpúrua

### Miglior cortometraggio di finzione
- El columpio, regia di Álvaro Fernández Armero
- Huntza, regia di Antonio Conesa
- Oro en la pared, regia di Jesús R. Delgado

### Miglior cortometraggio documentario
- Primer acorde, regia di Ramiro Gómez Bermúdez de Castro
- Manualidades, regia di Santiago Lorenzo

### Premio Goya alla carriera
- Manuel Mur Oti